# Piotrowice (Proszowice)
Pour les articles homonymes, voir Piotrowice.
Piotrowice est une localité polonaise de la gmina de Koszyce, située dans le powiat de Proszowice en voïvodie de Petite-Pologne.